# Theta Aurigae
Theta Aurigae ou θ Aurigae, em português Téta do Cocheiro, também chamada 37 Aurigae, Manus, Mahasim ou Maha-Sim, é uma estrela na direção da constelação do Cocheiro. 
Possui uma ascensão reta de 05h 59m 43.24s e uma declinação de +37° 12′ 46.0″. Sua magnitude aparente é igual a 2.65. Considerando sua distância de 173 anos-luz em relação à Terra, sua magnitude absoluta é igual a −0.98. Pertence à classe espectral A0p Si. É uma estrela variável α² Canes Venaticorum.